# 奧尼爾斯 (加利福尼亞州)
奧尼爾斯（英語：O'Neals）是位於美國加利福尼亞州馬德拉縣的一個非建制地區。該地的面積和人口皆未知。

## 地理
奧尼爾斯的座標為37°07′42″N 119°41′42″W / 37.12833°N 119.69500°W，而該地的平均海拔高度為399米（即1309英尺）。